# VBR個人防衛武器
VBR PDW（中文即為個人防衛武器）是一款由比利时槍械設計師Rik Van Bruene所設計、槍械製造商VBR所研制的個人防衛武器，可以發射全新研發的7.92×24毫米或是傳統的9×19毫米魯格手枪子彈。

## 設計和操作
該槍的外型很接近一把半自動手槍，但發射的是威力比9×19毫米魯格彈更強的7.92×24毫米以及可以連射。它使用貝瑞塔92F的雙動操作扳機和格洛克17的可拆卸式雙排彈匣。截至2010年，此槍仍然處於原型階段。它裝有寬型前握把以及可伸縮式槍托，有助提高長距離瞄準及射擊時持槍的穩定性和準確性。VBR個人防衛武器的槍口外部螺紋可以讓槍管安裝消聲器。

## 民用版本
儘管發射相同口徑子彈的半自動手槍型的近接戰鬥武器目前仍然在發展階段，該公司還生產了格洛克17、19和26的轉換零件，令其在轉換口徑以後可以發射7.92×24毫米子彈。

## 流行文化

### 电子游戏
- 2011年—：命名為「貝爾戈衝鋒手槍」，全自動射擊，可裝上經調整機械瞄具、COGA光學瞄準鏡、D-Flex紅點鏡、YeoTek紅點鏡、消聲器、向上排氣式槍口制退器、快速槍套和大容量（英语：High-capacity magazine）彈匣。
- 2013年—：命名為「PDW」，黑色槍身，以32發（戰役模式及滅絕模式）和12發（聯機模式，可使用改裝：延長彈匣增至18發）彈匣供彈，初始攜彈量為24發（聯機模式），最高攜彈量為224發（戰役模式）和72發（聯機模式），奇怪地聯機模式中預設使用四發點放；有金色版本，以20發（可使用改裝：延長彈匣增至30發）彈匣供彈，初始攜彈量為40發（聯機模式），最高攜彈量為120發（聯機模式），聯機模式中預設使用全自動射擊。戰役模式之中由美國精銳部隊「魅影」（Ghosts）成員勞根·沃克（Logan Walker）與敵軍「聯邦」（Federation）雙方所使用；聯機模式時可以使用時可以使用紅點鏡、ACOG光學瞄準鏡、全息瞄準鏡、消焰器、消音器、制退器、戰術刀、延長彈匣、穿甲彈、全自動射擊（金色版本為預設）。
- 2014年—：命名為「PDW」，使用黑色及卡其色槍身，以15發（聯機模式可使用改裝：延長彈匣增至22發）彈匣供彈，初始攜彈量為45發（聯機模式），最高攜彈量為75發（戰役模式和聯機模式），使用時在第一人稱視角中會緊握前握把。戰役模式之中由反科技恐怖組織KVA所使用；聯機模式時於等級40解鎖，並可以使用ACOG光學瞄準鏡、紅點鏡、目標增強瞄準鏡、自动对焦瞄準鏡、戰術刀、延長彈匣、雙持、消音器；動力服生存模式時為專業兵次要起始武器，預設具有延長彈匣。

## 資料來源

## 外部連結
- （英文）—The Firearm Blog.com—VBR-B Compact PDW 9x19mm （页面存档备份，存于）
- （英文）—The Truth About Guns.com—Personal Defense Weapons (PDW): A Solution in Search of a Problem?（页面存档备份，存于）